# Li Contes del Graal

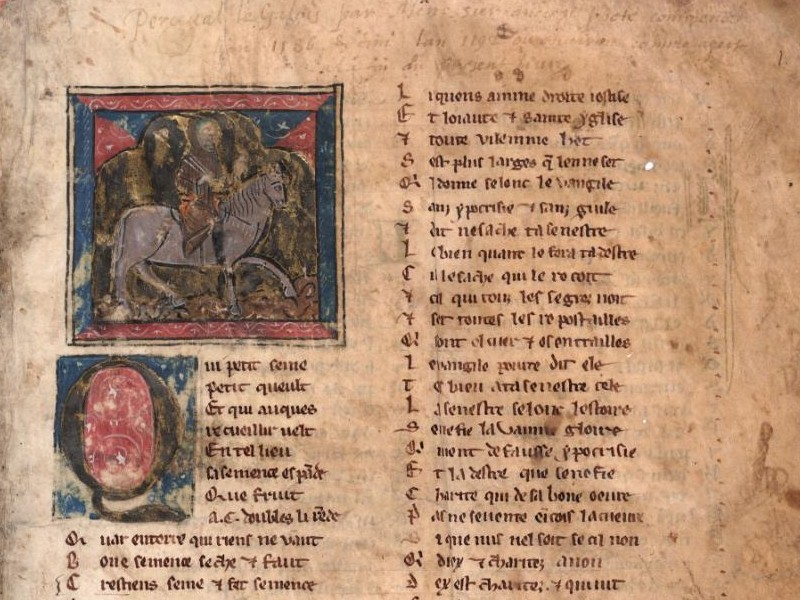
Incipit: Qui petit seme / Petit queult(Wer wenig sät / Der erntet wenig)Illuminierte Handschrift von Montpellier
Sigel M, 14. Jh.

Percevax (Percevaus) ou Li Contes del Graal (altfranzösisch); Perceval ou Le Conte du Graal (neufranzösisch).
Perceval oder die Geschichte vom Gral ist der fünfte, längste und letzte höfische Versroman des Trouvères Chrétien de Troyes. Dieses Meisterwerk der französischen Literatur des Mittelalters entstand zwischen 1181 und 1191. Der champagnische Autor hat diesen Artusroman seinem Auftraggeber und Mäzenen gewidmet, dem Kreuzfahrer Philipp von Elsass, Graf von Flandern.
„Perceval oder die Geschichte vom Gral“ ist die literarische Geburt des geheimnisumwitterten Gralmythos. Der französische Mediävist und Romanist Philipp Walter stellt fest:

« Chrétien est bien l'inventeur du ‹mythe du Graal. »

„Chrétien ist in der Tat der Erfinder des ‹Gralmythos›.“

In Vers 8 beschreibt Chrétien sein Werk als einen « romans ». Dies bedeutet, seine Erzählung ist in romanischer (altfranzösischer) Volkssprache gedichtet und nicht, wie im Mittelalter üblich, auf Latein.
Der Versuch des Trouvères Chrétien, profane Ritterlichkeit (in den Gauvain-Abenteuern) und die spirituelle Gralsuche (« Queste ») Percevals mit christlichen Motiven zu verbinden, blieb unvollendet. Die mittelalterliche Leserschaft fieberte ungeduldig einer Auflösung entgegen. So entstand eine Flut von Gral- und arturischen Rittererzählungen, zunächst in Frankreich und Europa, dann weltweit bis in die Gegenwart hinein.
Im Prolog seines Contes del Graal vergleicht sich der champagnische Autor metaphorisch mit einem Sämann:
v 7 Crestiens seme et fet semance

v 8 D’un romans que il ancomance
Chrétien sät und streut den Samen aus

Eines Romans, den er beginnt
Diese Prophezeiung sollte sich bewahrheiten. Die literarische Saat ging reichlich auf. Zahllose Epigonen bemächtigten sich eifrig des Stoffes und schufen unterschiedliche Fortsetzungen des unvollendeten Romans.

## Inhalt
Das Versfragment Li Contes del Graal umspannt – je nach Handschrift – bis zu 9.234 gepaarte Achtsilber. Zwei Artusritter teilen sich die Handlung. 5000 Verse sind Perceval als Protagonisten gewidmet, und 4000 Verse berichten von den vielen Abenteuern Gauvains. Dieser höfische Versroman verbindet Artusepik mit dem Gral-Mythos, der in Richtung christlicher Heilsrituale weist, was Epigonen in zahlreichen Perceval-Fortsetzungen gerne aufgreifen werden.

Der Prolog (Verse 1-68)
Chrétiens Prolog ist zum einen ein Panegyrikus, eine Lobrede auf seinen Mäzen und Auftraggeber, den Grafen von Flandern, Philipp von Elsass und zum anderen ein Eigenlob mit einem Hinweis auf eine – bis in die Gegenwart – unbekannte Quelle, ein Buch, das der Graf ihm übergeben habe, auf dass er daraus eine Geschichte in Versen reime, „die beste, die je am Königshofe erzählt werde“:
v 62 Crestiens, qui antant et peinne

v 63 a rimoier le meillor conte,

v 64 par le comandement le conte,

v 65 qui soit contez an cort real.

v 66 Ce est li contes del graal,

v 67 don li cuens li baille le livre
Chrétien bemüht sich

die beste Geschichte zu reimen

im Auftrag des Grafen

die je am Königshof erzählt wurde

das ist die Erzählung vom Gral

zu welcher der Graf ihm ein Buch übergab

### Perceval auf Suche nach Selbstfindung
Begegnung mit den Rittern (Verse 68-337)
Der junge Waliser, französisch Perceval, le Gallois, lebt bei seiner verwitweten Mutter auf dem Lande im keltischen Britannien. Sie versucht, ihren Sohn von der Welt abzuschirmen, weil ihre anderen Söhne im Kampf gefallen sind. Der Erzähler charakterisiert ihn als einfältig:

„li vaslez qui nices fu“

„der Jüngling, der einfältig war“

Wolfram von Eschenbach wird den jungen Parzival später als einen tumben Tor bezeichnen.
Das Schicksal will, dass dem Knaben im Wald fünf Ritter begegnen, die er in seiner Tölpelhaftigkeit für Engel hält. Wenn er Ritter werden wolle, solle er zum Hofe von König Artus reisen.
Abschied von der Mutter (Verse 338-592)
Die erschrockene Mutter versucht, Perceval von seinem Vorhaben abzubringen, Ritter zu werden. Sie enthüllt ihm seine adlige Herkunft, den Tod seines Vaters und seiner Brüder. Drei Tage später – seine Mutter gibt ihm noch einige Moralregeln mit auf den Weg – bricht Perceval auf, ohne sich weiter um das Leid der Mutter zu scheren. Zu Pferd sieht er noch, wie die Mutter vor Schmerz vor dem Herrenhaus zusammenbricht, was ihn aber nicht weiter kümmert.
Das Fräulein im Zelt
Perceval gelangt zum Artushof und besiegt den Roten Ritter
Gornemant de Goort schlägt Percevax zum Ritter
Im Schloss von Blanchefleur de Beaurepaire
Perceval auf der Gralsburg (Verse 3004-3380)

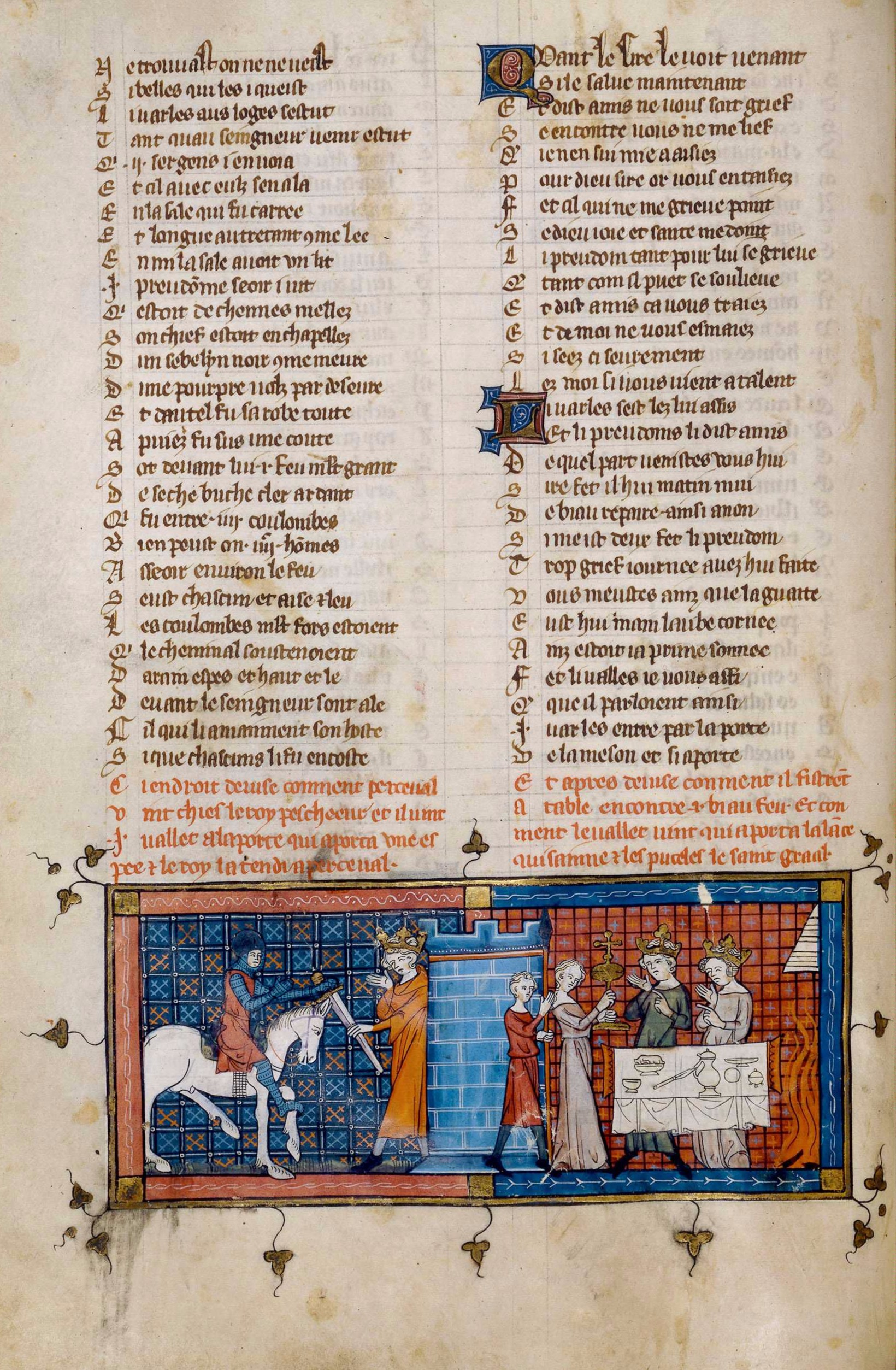
Perceval auf der GralsburgIllumierte Handschrift, Sigel „U“,
BnF, Francais 12577, [https://gallica.bnf.fr/ark:/12148/btv1b10549434x/f40.item f. 18v

Der einfältige Tor, Perceval, der noch nicht einmal seinen Namen weiß (Verse 3055-3562), überschreitet nach einem langen Ritt die „Schwelle zu einem andersweltlichen Bereich“. Er erreicht die Gralsburg. Als Gast des verwundeten Fischerkönigs, altfranzösisch Roi Pescheor, wird der walisische Ritter Zeuge eines vom Erzähler absichtlich im Geheimnisvollen gelassenen Umzuges. Eine blutende Lanze und ein Gral ziehen an ihm vorbei:
v 3208 .I. graal antre ses .ii. mains

v 3210 une dameisele tenoit

[…]

v 3220 Le graal, qui aloit devant,

v 3221 de fin or esmeré estoit ;

v 3222 pierres precieuses avoit

v 3223 el graal de maintes menieres,

v 3224 des plus riches et des plus chieres

v 3225 qui an mer ne an terre soient.
Einen Graal zwischen ihren zwei Händen

Hielt eine Jungfrau.

[…]

Der Gral, der vorausging

War aus feinem reinen Golde

Edelsteine hatte

Der Gral, der verschiedensten Art

Der reichsten und teuersten

Die es im Meer und in der Erde gibt.
In diesen zitierten Versen erfährt der geheimnisvolle Gegenstand Gral seine literarische Première.
Perceval begeht nun einen folgenschweren Fehler, weswegen ihm ein unseliges Leben droht. Aus falscher Rücksicht versäumt er es, den Fischerkönig nach dem Grund seines Leidens, nach der Bedeutung der blutenden Lanze und der des Grals zu fragen. Er wusste nicht, dass er mit dieser Frage den Fischerkönig hätte heilen und erlösen können. Als er am nächsten Morgen aufwacht, findet er die Gralsburg vollkommen leer vor.
Percevax erahnt seinen Namen
Percevax kennt zunächst seinen Vornamen nicht, denn seine Mutter hatte ihn immer nur mit « Biax Filz » (schöner Sohn) angesprochen. Erst im Dialog mit seiner Cousine erinnert er sich wieder:
v 3558 Comant avez vos non, amis ?

v 3559 Et cil qui son non ne savoit

v 3560 devine et dit que il avoit

v 3561 Percevax li Galois a non,

v 3562 et ne set s’il dit voir ou non
Wie lautet Ihr Name, Freund?

Und er, der seinen Namen nicht wusste

rät und sagt er habe ihn,

Perceval, der Waliser sei sein Name

und er wisse nicht, ob es wahr ist.
Die Cousine erzählt dem jungen Waliser, dass die Mutter am Tage seines Auszugs vor Herzeleid tot zu Boden gefallen sei.
Perceval meditiert über drei Blutstropfen im Schnee
Sie erinnern ihn an Blanchefleur.
Der Waliser kehrt an den Hofe Königs Artus zurück
Das hässliche Fräulein verflucht Perceval
Es erscheint am Artushof ein Fräulein von unbeschreiblicher Hässlichkeit:
v 4594 onques riens si leide a devise

v 4595 ne fu neïs dedanz anfer
niemals hat es etwas so hässliches gegeben

selbst in der Hölle nicht
Es verflucht Perceval, weil er am Artushofe stumm geblieben sei. Perceval gelobt daraufhin, solange nicht zu ruhen, bis er die Bestimmung des Grals und der blutenden Lanze ergründet habe.
Perceval reitet fort auf spirituelle Gralsuche
Ab Vers 4787 verschwindet Perceval zunächst völlig aus der Erzählung. Er erscheint nur noch einmal kurz in einem Einschub, und zwar in der kurzen Karfreitags-Episode, bei dem Besuch einer Eremitage:
Perceval beim Eremiten (Verse 6027-6434)
Fünf Jahre irrt Perceval in der Welt umher, gottvergessen, aber Heldentaten anhäufend. An einem Karfreitag trifft er eine Prozession, die ihn zu einem Einsiedler führt. Perceval erkennt seine Sünden, legt eine Beichte ab. Der Gral wird christianisiert. Er ist Träger der Hostien, von denen sich der Fischerkönig, der Gralkönig, der die höchste Form der Spiritualität erreicht hat, ausschließlich ernährt.

### Die Abenteuer Gauvains

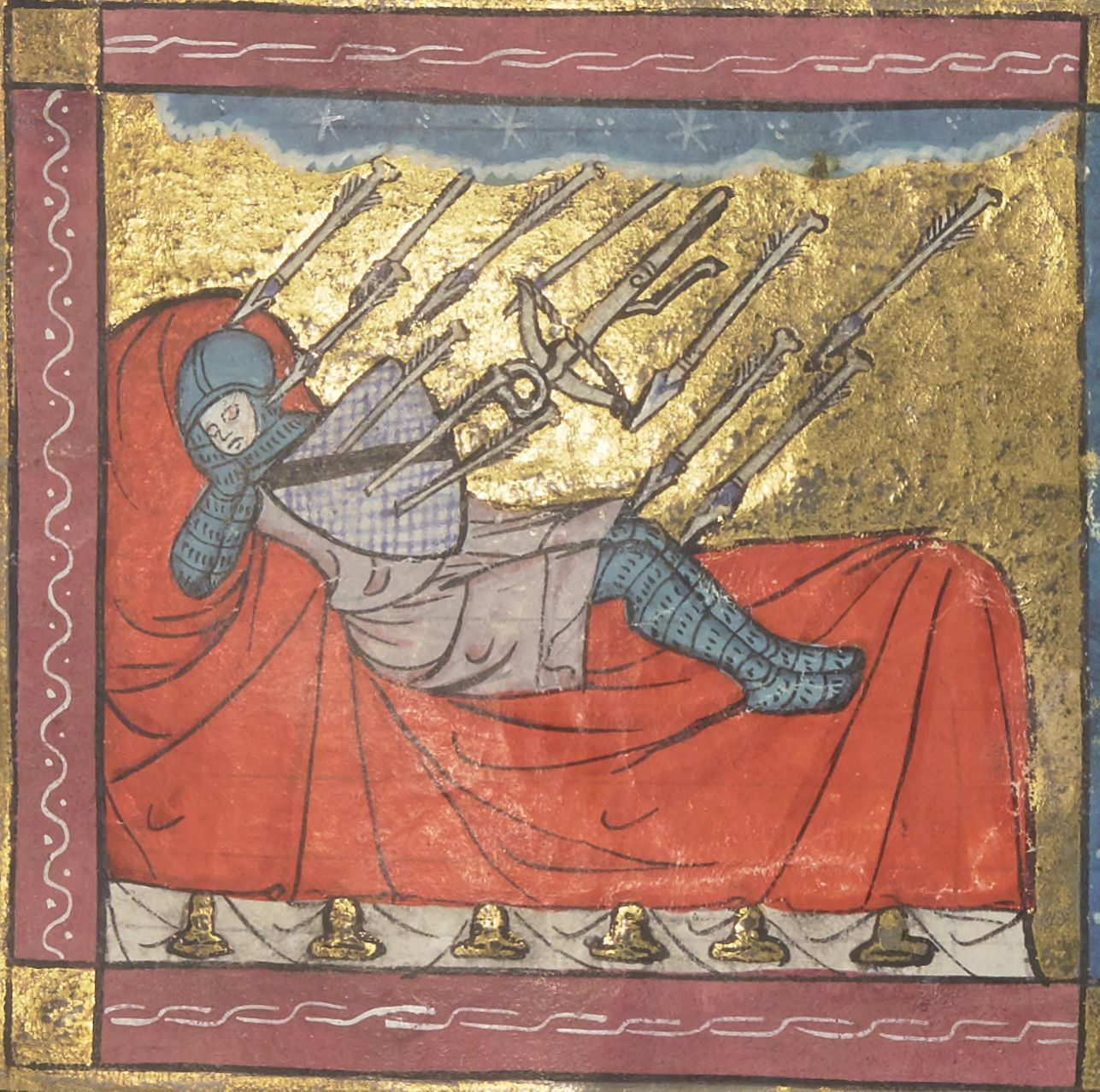
Gauvain auf dem Wunderbett
Miniatur aus der Handschrift
BnF fr.12577, f. 45r. Sigel U

Der Erzähler oder der Kopist der Handschrift interveniert in den Versen 4785-4787 und erläutert:
v 7785 et messire Gauvains s’an va.

v 4786 Des avantures qu’il trova

v 4787 m’orrez vos parler maintenant
und Herr Gauvain zieht fort

Von den Abenteuern, die er erlebt

werdet Ihr mich jetzt sprechen hören
Gauvain kämpft beim Turnier von Tintagel
Gauvain besteht die Prüfung auf dem Wunderbett, altfranzösisch « Lit de la Mervoille », oder « lit périllieus » (gefährliches Bett)
In dieser Episode schöpft der Autor aus dem Märchenhaften, Magischen, aus bretonischen Legenden.
Abrupter Abbruch der Erzählung
Inmitten der Handlung der Abenteuer Gauvains, nach gut 9.000 Versen, bricht die Erzählung des „alten Percevals“ unvermittelt ab und es beginnen die Fortsetzungen (continuations) Chrétiens Epigonen. Der Schlussvers lautet:

„« Explycyt Percevax le viel »“

„explicit Perceval, der Alte.“

Gemeint ist mit „der Alte“ der ursprüngliche Text Chrétiens, in Abgrenzung zu den Nachfolgeerzählungen, dem „neuen Perceval“.

## Kontroverse um die Einheit und Autorschaft
Im Roman findet man zwei Erzählstränge, eine Perceval- und eine Gauvain-Handlung, spirituelle Suche (Quest, altfranzösisch queste) und ritterliches Abenteurertum (Âventiure).
So warf der Romanist Gustav Gröber um 1900 die Frage auf:

„ob im Conte del Graal nicht etwa zwei von Chrestien als selbständig gedachte Werke, eine Graaldichtung mit Perceval und eine Episodendichtung mit Gavain als Helden, vom nächsten Besitzer seines Manuskriptes absichtlich oder aus Missverständnis zu einem Werke verarbeitet worden seien…“

Der spanische Romanist Martín de Riquer hat 1957 die Vermutung Gröbers der Verschmelzung zweier ursprünglich voneinander unabhängigen Romanfragmengten wieder aufgegriffen. und versucht, die Richtigkeit dieser These zu beweisen.
Der Romanisten Philipp August Becker und Stefan Hofer gingen einen Schritt weiter und sprachen Chrétien de Troyes aufgrund stilistischer Analysen gar die Autorschaft des Gauvain-Teils ab. Die Gauvain-Abenteuer stammten nicht von Chrétien, sondern seien das Werk eines ersten Fortsetzers. „Für Ph. Aug. Becker hört der Anteil Chrétiens am Werk unmittelbar nach Percevals Besuch der Gralsburg durch Perceval auf.“

### Robert de Boron christianisiert den Gral

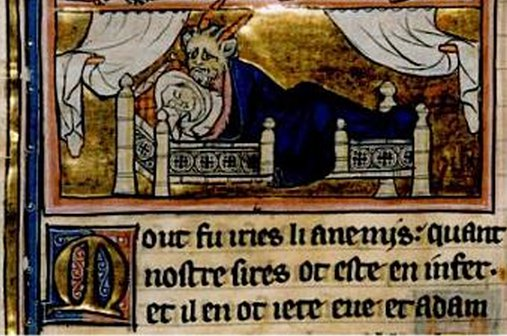
Zeugung des Zauberers Merlins durch einen Incubus.